# Unplugged ...and Seated
Unplugged ...and Seated è il secondo album live di Rod Stewart, registrato negli studi di MTV e pubblicato nel 1993 dalla Warner Bros.
È stato ristampato nel 2009 in versione Collector's Edition con un DVD aggiuntivo e due bonus track.

## Tracce
1. Hot Legs - 4:25
2. Tonight's the Night  – 4:04
3. Handbags and Gladrags  – 4:25
4. Cut Across Shorty  – 4:58
5. Every Picture Tells a Story  – 4:45
6. Maggie May  – 5:45
7. Reason to Believe  – 4:07
8. People Get Ready  – 4:59
9. Have I Told You Lately  – 4:08
10. Tom Traubert's Blues (Waltzing Matilda)  – 4:40
11. The First Cut Is the Deepest  – 4:12
12. Mandolin Wind  – 5:23
13. Highgate Shuffle  – 3:54
14. Stay with Me  – 5:27
15. Having a Party – 4:44

Bonus track versione Collector's Edition 2009
1. Gasoline Alley - 344
2. Forever Young - 425

## Classifiche

### Classifiche settimanali
| Classifica (1993) | Posizione massima |
| ----------------- | ----------------- |
| Australia         | 4                 |
| Austria           | 7                 |
| Canada            | 1                 |
| Germania          | 15                |
| Italia            | 21                |
| Nuova Zelanda     | 13                |
| Paesi Bassi       | 17                |
| Regno Unito       | 2                 |
| Stati Uniti       | 2                 |
| Svezia            | 8                 |
| Svizzera          | 16                |

### Classifiche di fine anno
| Classifica (1993) | Posizione |
| ----------------- | --------- |
| Australia         | 35        |
| Canada            | 6         |
| Germania          | 59        |
| Paesi Bassi       | 65        |
| Regno Unito       | 37        |
| Stati Uniti       | 22        |
| Classifica (1994) | Posizione |
| Stati Uniti       | 66        |